# ケテワン・ゲラーゼ
イェカチェリーナ・ゲオルギエヴナ・ゲラージェ（グルジア語: ეკატერინე გიორგის ასული გელაძე, ロシア語: Екатерина Георгиевна Геладзе, 1856年から1860年の間  - 1937年6月4日）は、ソ連の政治家、ヨシフ・スターリンの母親である。ロシア帝国時代のグルジアに生まれ、ヴィッサリオン・ジュガシヴィリと結婚した。夫が家族の元を去ったのち、ヨシフを司祭にするために神学校に入学させ、自身は裁縫師として働き、息子の教育費に充てた。息子がソ連の指導者として権力を握ったのち、トビリシに移住した。1937年6月に亡くなった。「ケケ」の愛称で知られる。

## 生い立ち
イェカチェリーナ・ゲラージェの正確な生年月日については不明である。ソ連の資料では、「1856年から1860年までの間」とある。歴史家のスティーヴン・コトキン(Stephen Kotkin)は、「『1856年』というのは、スターリンの母親が結婚したときの年齢を誇張する目的で、彼女の死亡記事に記載された年だ」と書いている。
ゴリの郊外にあるガンバレウリ村にて、農奴の家庭に生まれた。一家はグルジア正教会の信徒であった。父親のゲオルギー・ゲラージェは、当時のグルジアの貴族、イヴァーニェ・アミラフホリに仕える農奴であった。父は早くに死亡し、母親のメラニアは三人の子供とともに、兄・ピーチェルの家に移り住む。ピーチェルは、カフカース地方で農奴が解放されたあとの1864年ごろにゴリに移住していた。母・メラニアもまもなく死亡したことで、イェカチェリーナは孤児となった。母親は子供たちを読み書きができるように育てていた。イェカチェリーナはピーチェルから教育を受け、グルジア語による読み書きができるようになった。イェカチェリーナには、ゲオルギーとサンダーラ、二人の兄弟がいた。

## スターリンの母親として

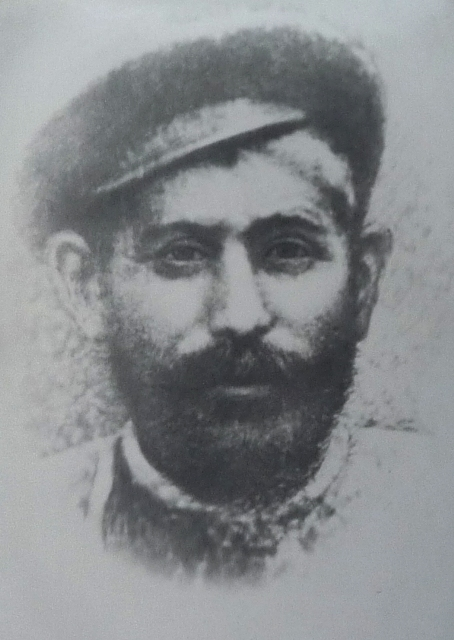
ヴィッサリオン・ジュガシヴィリ

10代の頃のイェカチェリーナは、「赤褐色の髪の毛で、魅力的なそばかすのある少女」であった。彼女はのちに、友人たちに「憧れの美しい少女になった」と自慢したことがある。イェカチェリーナはヴィッサリオン・ジュガシヴィリと出会い、結婚した。イェカチェリーナの結婚時の年齢について、スティーヴン・コトキンは「おそらく16歳前後だろう」と書いている。サイモン・セバーグ・モンテフィオーレ(Simon Sebag Montefiore)とドナルド・レイフィールド(Donald Rayfield)は「1872年に結婚式を挙げた」と書いているが、スティーヴン・コトキンとロナルド・グリゴール・スーニー(Ronald Grigor Suny)は「1875年2月に長男が生まれており、1874年に結婚した可能性が高い」と書いている。
1875年2月に長男のミハイルが、1876年12月には次男のゲオルギーが生まれたが、前者は生後一週間で、後者は生後半年で死亡した。1878年12月18日に三番目の子供が生まれ、「ヨシフ」と名付けられた。これが夫婦の唯一の子供となった。ヨシフが生まれる前の12月17日、夫婦はゲリの村にある聖被昇天大聖堂を訪問し、洗礼を受けさせた。
ヴィッサリオンの靴屋は、当初はかなり繁盛しており、靴造りの弟子だけでなく、10人の従業員を雇い、家族の生活水準はかなり高かった。ヴィッサリオンの弟子であった人物は、ヴィッサリオンの自宅にて、当時は高価な食べ物であったバターをよく見掛けた。コトキンは「ヴィッサリオン一家の生活は控えめであり、伝統的なグルジア料理を食べていた」と書いている。しかし、商売で得た利益の一部を「ワインで支払う」というグルジアにおける習慣により、ヴィッサリオンの酒癖の悪さは悪化し、それが商売にも家庭生活にも悪影響を及ぼすことになる。アイザック・ドイッチャー(Isaac Deutscher)は、ヴィッサリオンについて「自分の地位の向上がままならないこと、『誰からも干渉されない存在になれなかったこと』が、飲酒癖の悪化と苛立ちに繋がった」と書いた。歴史家のロバート・ジョン・サーヴィス(Robert John Service)は、「ヴィッサリオンは当時人気のあったヨーロッパ調の靴を作らず、伝統的なグルジア様式の靴を作り続け、妻の不倫の噂も、飲酒癖に影響を与えた」と書いた。ヴィッサリオンは、酒に酔うと乱暴な性格に変わり、妻と息子に対して日常的に暴力を振るい（妻は反撃したこともある）、公共の場でも喧嘩し、「いかれたヴェソ」との渾名が付けられた。飲酒量と酒癖の悪さは、ヴィッサリオンの事業を失敗へと導いた。

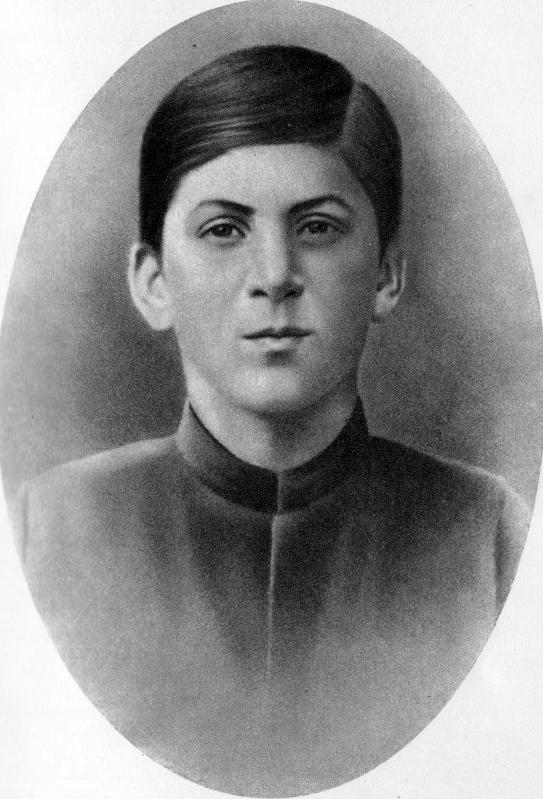
ヨシフ・ヴィッサリオノヴィチ・ジュガシヴィリ（1894年）

夫・ヴィッサリオンの酒癖の悪さは、イェカチェリーナがゴリ在住の既婚男性と不倫している、との噂で悪化した可能性がある、との見方がある。それによれば、結婚式で花婿の介添人を務め、夫婦の間に生まれた最初の二人の子供の名付け親、ヤーコフ・エグナータシュヴィリ、警察官のダミアン・ダヴリシェヴィ、司祭のクリストポール・チャルクヴィアーニらが候補として挙がっていたという。これは、「ヨシフの父親はヴィッサリオンではなく、別の男性である」とする噂に拍車をかけることになった。しかし、イェカチェリーナが不倫していたことを示す証拠や、他の男たちが言い寄ってきたことを示す証拠は無く、ヨシフの父親がヴィッサリオン以外の男性であったことを示す証拠も存在しない。スティーヴン・コトキンは、「ケケが浮気者であったことを示す証拠は無い」とし、「不倫相手に関する、信頼に足る情報が足りない」とし、ヨシフの父親はヴィッサリオンであろう、と書いている。イェカチェリーナは、後年に「若い頃、私は他人の家を掃除していた。素敵な男の子に出会えれば、絶好の機会と考えた」と述べた、とされるが、これはラヴリェンチー・ベリヤ(Лаврентий Берия)の息子、セルゴの回想録に書かれているものであり、この発言の信憑性は薄い。
1884年、ヴィッサリオンは家族を捨てる形でトビリシに移住した。サイモン・セバーグ・モンテフィオーレは、「ヨシフが天然痘に罹ったのち、ゴリを去った」と書いているが、スティーヴン・コトキンは、「ヴィッサリオンがゴリを去ったのはヨシフが天然痘に罹る前のことであり、天然痘は無関係だ」「ヴィッサリオンはゴリ警察の署長を殴ったことで、ゴリから出ていくよう言われた」と指摘している。ヴィッサリオンはアジェルハーノフの靴製造の仕事に再び就いた。ヴィッサリオンは妻に送金し、和解を申し出たこともあるが、すべて失敗に終わっている。ヨシフを養うため、イェカチェリーナは、ヤーコフ・エグナタシュヴィリやダミアン・ダブリシェヴィの家で、家事・裁縫・洗濯といった単純労働に従事した。一家は貧困生活を送り、その後の10年間で、9つの異なる住所で、他人との同居暮らしを送った。1886年、一家はクリストーパル・チャルクヴィアーニの自宅の最上階での生活を許可された。これについて、スティーヴン・コトキンは「彼女の計算高い行動の結果だ」と書いている。この年、イェカチェリーナはヨシフを教会学校に入学させ、ロシア語を教えてやって欲しい、とチャルクヴィアーニに働きかけた。イェカチェリーナは、ゴリを去るまで、高級衣裳の仕立屋として働くようになった。
息子を自分と同じ靴職人にさせたいと考えていたヴィッサリオンは、妻がヨシフを神学校に入学させるつもりであることを知ると動揺した。1890年、ヨシフは四輪馬車に撥ねられた。ヴィッサリオンはトビリシに戻り、息子を病院に連れて行った。息子の怪我が治ると、ヴィッサリオンは息子をアジェルハーノフに連れていき、靴職人の見習いをやらせた。妻は夫の行動に断固反対し、教会との人脈を利用して息子をゴリに連れ戻し、司祭になるための勉強を続けさせた。ヨシフがトビリシを去ったことで、ヴィッサリオンは家族との接触も金銭面での支援も断ち切った。これが、ヴィッサリオンが家族と接触した最後の機会となった。
イェカチェリーナは学費を支払うため、息子が通う学校での清掃作業にも従事した。ヨシフは優秀な成績を収めたことで奨学金を獲得し、1894年に卒業した。その後、当時のカフカース地方では「一流」との評判であったトビリシ神学校の入学試験を受けて合格し、入学を認められた。

## その後
イェカチェリーナは、息子のヨシフがトビリシに移住したあともゴリに住み続けた。1899年に息子は神学校を退学になり、共産革命活動に身を投じた。ヨシフはのちに「スターリン」を名乗るようになった。革命運動の過程で逮捕され、シベリアに追放されるも脱走した1904年、スターリンは母の元を訪れた。1917年のロシア革命まで、母は息子に関する続報を聞かなかった。1922年、イェカチェリーナはトビリシに移住した。ボリシェヴィーキの指導者の一人の母親の面倒を見る必要がある、と考えたグルジアの指導部からの要請によるものであった。彼女はカフカース地方の総督であった人物が住んでいたヴォロンツォフ宮殿の内部の一部屋に住んだ。グルジア人民委員会議の委員たちもこの宮殿を使っていた。ラヴリェンチー・ベリヤがイェカチェリーナの世話を担当し、ベリヤの妻もしばしば訪れた。イェカチェリーナはベリヤの管理下にあった秘密警察「НКВД」から厳重に警備されていた。彼女はトビリシの市場で目撃されていた。
権力を掌握したのち、スターリンが母の元を訪れる機会はめっきり減った。1930年、『The New York Evening Post』のジャーナリスト、ヒューバート・レンフロ・ニッカバッカー(Hubert Renfro Knickerbocker)がスターリンを取材した際、スターリンが母の元を訪れたのは1921年と1926年のことであり、「本当は気が進まなかった」という。母との手紙のやり取りは続けていたが、1932年にスターリンの二人目の妻、ナジェージダが拳銃自殺を遂げたあとは減少した。スターリンが母に送った手紙は18通、母が息子に送った手紙は一通残っている。スターリンが母に送った手紙の内容は、大抵は優しい言葉をかけるものであったが、非常に短い簡潔なものであった。スターリンは、母語であるグルジア語で文章を書く作業が困難になっており、グルジア語の文章を書くのに多くの時間を費やした。
1935年、スターリンは、長男・ヤーコフ、次男・ヴァシーリー、娘・スヴェトラーナを連れて母の元を訪れた。ヴァシーリーとスヴェトラーナはグルジア語が解らず、イェカチェリーナのグルジア語の言葉はヤーコフがロシア語に通訳した。イェカチェリーナはロシア語ができなかった。
母が病気であることを知ったスターリンは、1935年10月17日に母の元を訪れた。これが、スターリンが母の元を訪れた最後の機会となった。歴史家のレオニード・スピリン(Леонид Спирин)によれば、この日、イェカチェリーナとスターリンは以下の会話を交わしたとされている。
「ヨシフ。お前は何の仕事をしているの？」
「お母さん。ツァーリを覚えていますか。私はそのツァーリのようなことをやっているのです」
「お前は司祭になるべきだったのに」
レオニード・スピリンは、この会話の出所について、グルジアの記録保管所を情報源にした、と書いたが、その名前までは明言しておらず、この会話自体が単なる伝聞・噂の類である可能性がある。ロシアの歴史家、エドヴァルト・ラジンスキー(Э́двард Радзи́нский)は、このスピリンの記述を引用している。
また、スピリンによれば、スターリンが母に対して「どうして私が司祭になることを切望したのでしょうか？」と尋ねると、母は「私は、彼らが働かずに良い暮らしを送っているのを見てきたのよ。司祭は人々から敬意の眼を向けられている。男にとって、これ以上の職業は無い、と考えたし、司祭の母親という立場になれば、嬉しくて堪らなくなるだろう、とね。でもね、正直に言うと、それは間違いだったわ」と答えたという。
スターリンによる訪問の3日後、プラヴダ(Правда)はイェカチェリーナを取材した。この取材記事は、1935年10月23日付の同紙に掲載され、10月27日付の同紙には、スターリンが母を訪問したときの様子について詳しく書かれた追跡記事が掲載された。スターリンは、10月23日の記事には無関心であったが、10月27日の追跡記事に対しては不快に感じていたという。
1937年6月4日、イェカチェリーナは肺炎で亡くなった。この知らせはグルジアで報道されたが、この報道について、スターリンは、ソ連領内の他の地域には広めないよう命じた。イェカチェリーナの死因について、死亡診断書には「心不全」と記述された。大粛清のさなか、ミハイル・トゥハチェフスキー(Михаил Тухачевский)への尋問の真っ最中であったスターリンは、母の葬儀には出席しなかった。スターリンはベリヤを葬儀に出席させ、グルジア語とロシア語で「親愛なる最愛の母へ。あなたの息子、ヨシフ・ジュガシヴィリより」と挨拶の言葉を添えた花輪を送った。彼女の葬儀は宗教的な儀式の形で執り行われ、ベリヤも棺を運んだ。
スターリンは、トビリシの町を見下ろすエムターツミンダ霊廟に母を埋葬した。ここはグルジアの著名人たちが埋葬されている共同墓地である。のちに、イェカチェリーナの遺骸を故郷のゴリに移すかどうかについて議論が起こった。トビリシの副市長は「エムターツミンダには、スターリンの母親を埋葬する場所は無い」と明言したが、イェカチェリーナが埋葬されている墓は、観光客が訪れる場所でもある。